# Kennistechnologie
Kennistechnologie is een universitaire masteropleiding op het raakvlak van wiskunde, informatica en artificiële intelligentie. Deze wordt aangeboden door de Transnationale Universiteit Limburg. Aan andere Nederlandstalige universiteiten bestaan gelijkaardige opleidingen, meestal als afstudeerrichting van een andere master, zoals wiskunde, expertsystemen, operationeel onderzoek, en artificiële intelligentie.

## Geschiedenis
In 1992 is de opleiding kennistechnologie gestart als een gecombineerde Informatica/Kennistechnologie opleiding van de Universiteit Hasselt (het toenmalige LUC) en de Universiteit Maastricht. In Nederland studeerde men af als doctorandus, in Vlaanderen als licentiaat. De colleges werden zowel in Maastricht als in Diepenbeek georganiseerd, zodat er nogal wat heen- en weer werd gereisd.
Met de invoering van de bachelor-masterstructuur in 2002 is de opleiding kennistechnologie gesplitst in een aantal bachelor- en masteropleidingen. Vanaf dat moment verzorgt de Universiteit Maastricht de bachelor-opleiding in de kennistechnologie. Hierop sluiten twee masteropleidingen aan die aan de transnationale Universiteit Limburg worden gedoceerd: de masteropleiding Artificial Intelligence en de masteropleiding Operations Research (wiskunde voor kennistechnologie).

## Onderwijs
De opleiding kennistechnologie richt zich op het modelleren en toepassen van kennis met behulp van kunstmatige intelligentie, wiskunde, computationele methoden. Door de aandacht voor wiskundige modelleringstechnieken in de opleiding, neemt de opleiding een aparte positie in onder Kunstmatige Intelligentie opleidingen in Nederland en Vlaanderen. Deze positie komt ook tot uitdrukking door een apart label in het Nederlandse Centraal Register Opleidingen Hoger Onderwijs en het Vlaamse Hogeronderwijsregister.

## Onderwijsevaluatie
Bij evaluatie van de onderwijskwaliteit wordt opleiding Kennistechnologie ingedeeld in de categorie van kunstmatige intelligentie opleidingen. Binnen deze categorie wordt de opleiding al meer dan een decennium als beste kunstmatige intelligentie-opleiding aangemerkt bij onderwijsvisitaties, kennis in kaart (een publicaties van het ministerie van OC&W), en de Elsevier (opinieweekblad) onderwijsenquêtes.